# Anders Bauer
Anders Fritz Harald Bauer, född 27 februari 1937 i Oscars församling i Stockholm, död 22 mars 2022 i Strängnäs, var en svensk TV-producent och konsult.
Bauer arbetade som TV-producent vid Sveriges radio 1957–1963. Därefter arbetade han som organisationsdirektör vid Statskontoret och som sjukhusdirektör i Sollefteå 1971–1976. Han var verkställande direktör för Arbetarbladet i Gävle 1977–1984 och för Sveriges Reklamförbund 1984–1985.

## Filmografi
- 1961 – Svenska Floyd – TV-reportern